# Kizaru
Kizaru (рус. Киза́ру; настоящее имя — Оле́г Ви́кторович Нечипоре́нко; род. 21 мая 1989, Ленинград) — российский хип-хоп-исполнитель. Родом из Санкт-Петербурга, проживает в Барселоне. Участник и основатель творческого объединения «Haunted Family».

## Биография

### 2018: Coche del Jefe
В марте 2018 года запустил собственное YouTube-шоу «Coche del Jefe», в котором он будет курить и разговаривать с приглашенными гостями, сидя в машине. Первым гостем проекта стал TripleTix, участник созданного Kizaru творческого объединения «Haunted Family». Формат шоу предполагает, что ведущий и его гости употребляют марихуану, однако в самом начале ролика появляется заставка, в которой сообщается, что в видео используются «художественные образы, которые могут напоминать употребление запрещенных веществ».

### 2022:First Day Outи «Тебя любят там где меня нет»
30 июня 2022 года Kizaru провёл прямой эфир, в котором сообщил о выходе нового альбома в полночь под названием First Day Out. «Я потратил на этот проект больше года. Некоторые треки лежали очень долго и я их никому не показывал. Решил, что пришло время», сообщил исполнитель в социальных сетях. Альбом вдохновлён мемфис-музыкой и музыкой объединения Paper Route Empire, которым руководил погибший в 2021 году Young Dolph; «Новым мемфисом. Не старым-лоуфайным. Жирный трэп-вэйв. Я был вдохновлён артистами Paper Route Empire, Key Glock, Young Dolph, Big Moochie Grape, Kenny Munie и т.д». добавил артист.
В конце октября 2022 года Kizaru сообщил о выходе сольного студийного альбома в ноябре. 18 ноября 2022 года вышел восьмой студийный альбом «Тебя любят там где меня нет».

## Интересы
Олег увлекается аниме-культурой благодаря треку «Аниме-мир», выпущенному в 2020 году. Псевдоним Kizaru выбран в персонажа аниме One Piece. Олег даже составлял список своих любимых аниме. Среди них: Ван Пис, Наруто, Стальной алхимик, Тетрадь смерти, Ванпанчмен и Блич.

## Проблемы с законом
В 2014 году Kizaru переехал в Барселону после ареста в Санкт-Петербурге за торговлю наркотиками. По собственному признанию, избежал тюремного наказания благодаря взятке. Был в розыске Интерпола, вследствие чего был задержан в начале 2016 года. Отбывал наказание в испанской тюрьме «Soto del Real» около трёх с половиной месяцев.  Впоследствии неоднократно сообщал, что живёт в Европе благодаря финансовой поддержке состоятельных родителей.  
По состоянию на июль 2025 года, Нечипоренко по-прежнему в федеральном розыске. Въезд на территорию России для исполнителя закрыт.
14 ноября 2021 года был арестован Интерполом в Германии на 4 месяца.

## Конфликты

### Конфликт с Yung Trappa
21 сентября 2017 года на YouTube-канале «Вписка» вышло интервью с Олегом, в котором он рассказал, что Yung Trappa был его дилером и поставлял ему наркотики. 22 января 2018 года на том же Youtube-канале вышло интервью с Владом из колонии поселения, в котором  он заявил, что Kizaru говорит много информации, о которой говорить нельзя, и что после освобождения Влад поедет в Барселону разобраться с ним. После освобождения Влада вышло новое интервью на канале «Вписка», где тот нелестно отзывается об Олеге, тот в свою очередь начал в ответ оскорблять рэпера в Instagram, после чего рэперы на протяжении нескольких месяцев постоянно оскорбляли друг друга. 8 июня 2021 года Kizaru выложил в сеть аудиозапись разговора Влада с неизвестной девушкой, в котором Yung Trappa просит «помочь ему финансово», далее Олег публикует серию скриншотов переписки, где Влада обвиняют в насильственных действиях над несовершеннолетними девушками. Yung Trappa записал сторисы в Instagram, в котором раздаёт деньги подписчикам, а также обещал, что на новом альбоме докажет, что Kizaru стукач и работал с полицией. Альбом вышел в августе 2021 года, но оказался провальным, так как никаких доказательств представлено не было. В ноябре Влад был задержан полицией из-за обвинении в изнасиловании из-за чего конфликт был прекращён. После смерти Yung Trappa, Олег выразил свои соболезнования.

## Стиль музыки
В начале карьеры вдохновлялся Boot Camp Clik, Heltah Skeltah, O.G.C.. и Black Moon.

## Книги
- «Дежавю. Богемский рэп, сода и я» (2022)

## Дискография
- Mas Fuerte (2016)
- «Яд» (2017)
- «Назад в будущее» (2018)
- Karmageddon (2019)
- Born to Trap (2020)
- Bandana I (2021) (совместно с Big Baby Tape)
- First Day Out (2022)
- «Тебя любят там где меня нет» (2022)
- Quazimodo (2024)[20]
- Simba (2025)

## Рейтинги
| Год  | Издание | Рейтинг                     | Место | Прим.  |
| ---- | ------- | --------------------------- | ----- | ------ |
| 2020 | Spotify | Топ-5 исполнителей в России | 1     | [ 21 ] |
| 2021 | Spotify | Топ-5 исполнителей в России | 3     | [ 22 ] |